# کومه کونیتاکه
کومه کونیتاکه (به ژاپنی: 久米 邦武 Kume Kunitake); ۱۹ اوت ۱۸۳۹ – ۲۴ فوریهٔ ۱۹۳۱) Legal Scholar، سیاستمدار اهل ژاپن بود.